# Музей Мімара
Музей Мімара (хорв. Muzej Mimara) — художній музей у столиці Хорватії місті Загребі. Демонструє колекцію творів мистецтва Вільтруди і Анте Топіча Мімарів (Wiltrud і Ante Topić Mimara; офіційна назва музею: Мистецька колекція Анте і Вільтруд Топіч Мімара); дуже цінне мистецьке зібрання світового рівня.

## Загальні дані
Музей Мімара міститься в історичній триповерховій будівлі і розташований у загребському середмісті на площі Рузвельта за адресою:
Rooseveltov trg, буд. 5, м. Загреб—10000 (Хорватія).
Будівля музею — це колишня гімназія, що була зведена у XIX столітті хорватським архітектором Куно Вайдманном (Kuno Waidmann).
Режим роботи музейного закладу:
- на період з 1 жовтня до 30 червня: вівторок, середа, п'ятниця, субота — 10-17 год., четвер — 10-19 год., неділя 10-14 год.;
- на період з 1 липня до 30 вересня (літній час): вівторок-п'ятниця — 10-19 год., субота — 10-17 год., неділя — 10-14 год.;
- закритий по понеділках.

Директор музею — Тугомир Лукшич (Tugomir Lukšić).

## З історії та експозиції
Такий цінний мистецький осередок з'явився у Загребі завдяки Анте Топічу Мімару — приватному колекціонеру, уродженцю Загреба, який прожив майже все життя в Австрії. На схилі років він з патріотичних почуттів подарував хорватській столиці значну колекцію картин та історичних артефактів, спеціально під яку 1980 року заснували і в 1987 році відкрили цілий музей, названий на честь дарувальника його зібрання.
У колекції картинної галереї імені Мімара, що є одним з найвідоміших музеїв Загреба, понад 3 750 картин і предметів з Давнього Єгипту, Месопотамії, Персії, Близького і Далекого Сходу, Індії та Південної Америки, а також з європейських країн і Середземномор'я. Постійна музейна експозиція включає близько 1 500 предметів мистецтва.
Серед найвідоміших експонатів Музею Мімара оригінальні твори Лоренцетті, Рафаеля, Джорджоне, Веронезе, Караваджо, Каналетто, 60 картин нідерландських митців ван Гойєна, С. ван Рейсдаля, 50 робіт фламандців ван дер Вейдена, Босха, Рубенса, ван Дейка, понад 30 полотен іспанських художників Веласкеса, Мурільйо, Гойї, 20 картин німецьких митців Г. Гольбейна, Ліберманна, Лейбла, близько 30 картин англійських живописців Гейнсборо, Тернера, Бонінгтона і понад 120 творінь французьких майстрів пензля — де ла Тур, Буше, Шардена, Делакруа, Коро, Мане, Ренуара, Дега. Колекція малюнків містить понад 200 штук — роботи Бронзіно, Ф. Гварді, Лоррена, Лебрена, Греза, Жеріко тощо.